# Beaurains-lès-Noyon
Beaurains-lès-Noyon ist eine französische Gemeinde mit 340 Einwohnern (Stand: 1. Januar 2022) im Département Oise in der Region Hauts-de-France. Sie gehört zum Kanton Noyon und zum Gemeindeverband Pays Noyonnais.

## Geografie
Beaurains-lès-Noyon liegt im Pays Noyonnais etwa 30 Kilometer nordöstlich von Compiègne am Canal du Nord. An der östlichen Gemeindegrenze verläuft der Fluss Verse. Umgeben wird Beaurains-lès-Noyonvon den Nachbargemeinden Sermaize im Norden und Westen, Bussy im Norden, Genvry im Osten, Noyon im Süden und Südosten sowie Porquéricourt im Westen und Südwesten.

## Bevölkerungsentwicklung
| Jahr                      | 1962 | 1968 | 1975 | 1982 | 1990 | 1999 | 2006 | 2013 |
| ------------------------- | ---- | ---- | ---- | ---- | ---- | ---- | ---- | ---- |
| Einwohner                 | 194  | 193  | 233  | 234  | 284  | 264  | 280  | 296  |
| Quelle: Cassini und INSEE |      |      |      |      |      |      |      |      |

## Sehenswürdigkeiten
- Kirche Saint-Germain

## Persönlichkeiten
- Joseph Ramée (1764–1842), Architekt
- Armand d’Artois (1788–1867), Dramatiker
- Achille Dartois (1791–1868), Dramatiker